# 순천남산중학교
순천남산중학교(順天南山中學校)는 대한민국 전라남도 순천시 풍덕동에 있는 공립 중학교이다.

## 학교 연혁
- 1993년 12월 3일 : 순천남산중학교 인가(36학급)
- 1994년 3월 4일 : 개교 및 입학식
- 2024년 3월 1일 : 제14대 서미경 교장 부임
- 2025년 1월 10일 : 제29회 229명 졸업(총 8,858명)
- 2025년 3월 4일 : 1학년 8학급 221명 입학

## 참고 자료
- 순천남산중학교 - 한국교육학술정보원 학교알리미